# Miroslava Mészárošová
Miroslava Mészárošová (ur. 12 lutego 1976) – słowacka lekkoatletka, skoczkini o tyczce.
Mistrzyni Słowacji (1996).

## Rekordy życiowe
- Skok o tyczce – 3,30 (1996)[1] były[1] rekord Słowacji[3].